# Josep Maria Esquirol Calaf
Josep Maria Esquirol Calaf (Sant Joan de Mediona, Alt Penedès, 1963) és un filòsof, assagista i catedràtic de filosofia de la Universitat de Barcelona. Dirigeix el grup de recerca Aporia, sobre filosofia contemporània i sobre la relació entre filosofia i psiquiatria.
Ha elaborat una proposta filosòfica pròpia amb el nom de «filosofia de la proximitat», en diàleg amb autors contemporanis, i amb un llenguatge molt proper a l'experiència. D'aquesta proposta filosòfica, destaca molt especialment el volum La resistència íntima. Aquesta obra obtingué el Premi Ciutat de Barcelona de 2015 per aportar, en l'àmbit de la filosofia, una veu original que aborda la problemàtica existencial a partir d'elements quotidians, i el 2016, el Premio Nacional de Ensayo, concedit pel Ministerio de Educación, Cultura y Deporte. Aquest llibre i el següent —La penúltima bondat— van ser escrits com assajos. Després del seu primer llibre en 1988, Raó i fonament, ha publicat diverses obres en castellà i en català, algunes de les quals han estat traduïdes a l'italià, portuguès, anglès i alemany.

## Obres
- Raó i fonament, Barcelona, PPU, 1988. ISBN 978-84-7665-235-0
- Responsabilitat i món de la vida. Estudi sobre la fenomenologia husserliana, Barcelona, Anthropos, 1992. ISBN 978-84-7658-337-1
- D'Europa als homes, Barcelona, Cruïlla, 1994. ISBN 978-84-7629-876-3
- Tres ensayos de filosofía política, Barcelona, EUB, 1996. ISBN 84-89607-71-0
- La frivolidad política del final de la historia, Madrid, Caparrós, 1998. ISBN 84-87943-67-5
- Què és el personalisme? Introducció a la lectura d'Emmanuel Mounier, Barcelona, Pòrtic, 2001. ISBN 84-7306-758-4
- Uno mismo y los otros. De las experiencias existenciales a la interculturalidad, Barcelona, Herder, 2005. ISBN 84-254-2440-2
- El respeto o la mirada atenta, Barcelona, Gedisa, 2006. ISBN 84-9784-130-1
- El respirar dels dies, Barcelona, Paidós, 2009. ISBN 978-84-493-2226-6
- Los filósofos contemporáneos y la técnica. De Ortega a Sloterdijk, Barcelona, Gedisa, 2011. ISBN 978-84-9784-679-0
- La resistència íntima: Assaig d'una filosofia de la proximitat. Barcelona, Quaderns Crema, 2015. ISBN 978-84-7727-565-7[4]
- La penúltima bondat: Assaig sobre la vida humana, Barcelona, Quaderns Crema, 2018. ISBN 978-84-7727-587-9[5]
- Humà, més humà: Una antropologia de la ferida infinita, Quaderns Crema, 2021. ISBN 978-84-7727-644-9
- L'escola de l'ànima. De la forma d'educar a la manera de viure, Quaderns Crema, 2024.[7]

## Llibres traduïts
- Respeito ou o olhar atento. Uma ética para a era da ciencia e da tecnologia, Belo Horizonte, Autêntica Editora, 2008. ISBN 978-8575263228

- O respirar dos días. Uma refexão filosófica sobre a experiência do tempo, Belo Horizonte, Autêntica Editora, 2010. ISBN 978-8575265093
- La resistenza intima. Saggio su una filosofia della prossimità, Milano, Vita e Pensiero, 2018. ISBN 978-8834334034
- La penultima bontà. Saggio sulla vita humana, Milano, Vita e Pensiero, 2019. ISBN 978-8834337813
- A Resistência Íntima. Essaio de uma filosofia da proximidade, Lisboa, Ediçoes 70, 2020. ISBN 9789724423333
- Umano, più umano. Un’antropologia della ferita infinita, Milano, Vita e Pensiero, 2021.
- The Intimate Resistance. A Philosophy of proximity, Full d’Estampa, London, 2021. ISBN 978-1913744083
- Der intime Widerstand. Eine Philosophie der Nähe, Meiner Verlag, Hamburg, 2021. ISBN 9783787339679
- Humano, mais humano, Ed. Paulinas, 2022. ISBN 9789896738365